# Російська революція (1917)
Російська революція 1917 року — історичний термін, яким окреслюють революційні події у Російській імперії 1917 року, що докорінно змінили державний лад у країні.
Революція розпочалася у березні (лютому за старим стилем) і переросла у громадянську війну в 1918.
У радянській історіографії революцію 1917 року поділяли на два етапи: «буржуазно-демократичну» Лютневу революцію та «Велику Жовтневу Соціалістичну Революцію» (більшовицький переворот). На першому етапі була повалена монархія, на другому більшовики встановили свою партійну диктатуру. Період між двома революціями отримав назву Двовладдя.
Революція відбувалася в умовах участі Росії в Першій світовій війні й призвела до значних територіальних втрат, більшість яких, втім, була повернена під час громадянської війни.
Російська революція мала важливе значення для утвердження національно-визвольного руху в Україні. В результаті Лютневої революції була створена Центральна Рада, яка проголосила самостійність Української Народної Республіки в січні 1918.

## Лютнева революція
Участь Росії у Першій світовій війні 1914–1918 років поглибила соціально-економічні і політичні суперечності в країні. З початку 1917 року незадоволення війною та економічні труднощі викликали масовий страйковий рух, особливо у великих промислових центрах. Страйк на Путиловському заводі в Петрограді, що розпочався 17 лютого 1917 року, став передвісником масових революційних виступів.

### Початок революції

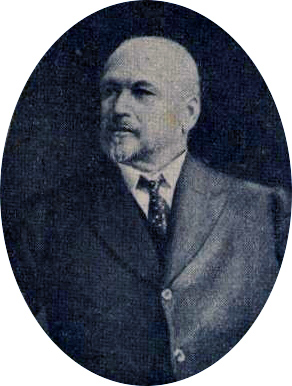
Голова Тимчасового комітету Державної Думи М. Родзянко

27 лютого (10 березня) до загального страйку петроградських робітників приєднались солдати Волинського, Преображенського та Литовського гвардійських полків. Петроград опинився в руках повсталих. Відновлення порядку в столиці та встановлення зв'язку з урядовими установами і особами — такі завдання поставив перед собою Тимчасовий комітет Державної Думи (голова — М. Родзянко), створений вранці.
Того ж дня ввечері відкрилось перше засідання Петроградської Ради робітничих депутатів, яке обрало головою лідера меншовицької фракції Державної Думи Н. Чхеїдзе.
Рада делегувала до Тимчасового комітету своїх представників — Н. Чхеїдзе і О. Керенського.

### Перехід влади до Тимчасового уряду
В ніч на 28 лютого Тимчасовий комітет у зверненні до народів Росії заявив, що він бере на себе організацію нової влади і до утворення Тимчасового уряду державне управління здійснюватимуть комісари із членів Думи.
Більшістю голосів 2 березня 1917 року Петроградська Рада доручила формування уряду Думському комітету.
Того ж дня цар Микола II зрікся престолу на користь свого брата Михайла, який 3 березня також відмовився від трону. Була опублікована декларація про програму і склад Тимчасового уряду на чолі з князем Г. Львовим, який до скликання Установчих зборів взяв на себе всю повноту влади в країні (Тимчасовий Уряд).
Лютнева революція дала поштовх активізації національно-визвольної боротьби народів імперії. В Україні 17 березня 1917 була створена Центральна Рада, яка очолила рух за самостійність.

## Двовладдя
Після відречення царя на період до скликання Установчих зборів влада формально перейшла до Тимчасового уряду. Однак, фактично Тимчасовий уряд був слабким. Петроградська Рада тримала контроль над містом у своїх руках. Встановилося двовладдя.
Тимчасовий уряд не зважився виконати вимогу демонстрантів про припинення війни. Було прийнято рішення виконувати зобов'язання перед союзниками, які взяли на себе царський уряд. Проте, ситуація в армії змінилася внаслідок демократизації — зменшення прав офіцерів, відміни смертної кари та утворення солдатських комітетів. За наказом Тимчасового уряду російські війська здійснили невдалий Червневий наступ.
В липні відбулися масові демонстрації проти Тимчасового уряду, які отримали назву липневих днів. Протести завершилися розстрілом демонстрантів, загинуло понад 700 людей. Уряд видав ордери на арешт провідних більшовиків. Лідер більшовиків, Ленін, однак, зумів перебратися у Фінляндію.
В кінці серпня генерал Корнілов спробував встановити в країні військову диктатуру, здійснивши похід на Петроград. Ці події отримали назву Корніловського заколоту.
Більшовики поступово збільшували своє представництво у Петроградській Раді. Володимир Ленін повернувся в Росію з еміграції в квітні 1917 р. (див. «Пломбований вагон»), й виголосив програму руху, яка отримала назву Квітневих тез. На виборах у Раду в серпні більшовики отримали 22 % голосів, а у вересні, після Корніловського заколоту, мали вже більшість. Лев Троцький став головою Ради.

## Жовтневий переворот

### Петроград

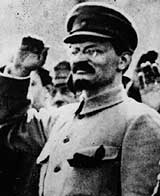
Троцький у жовтні 1917 року

До осені 1917 року в Петрограді значно посилився вплив Ради, тон в якому задавали більшовики. На чолі Ради став випущений в серпні з в'язниці Л. Д. Троцький.
Фактично нічого не заважало Раді узяти владу в Петрограді в будь-який момент, але більшість лідерів більшовиків на це не наважувались.
Дискусія про можливість перевороту навіть вилилася на сторінки преси (стаття Зінов'єва і Каменєва в газеті Горького «Нове життя»). За захоплення влади стояв лише Ленін і невелика група його прибічників.

#### Роль гарнізону
Восени 1917 року військовий гарнізон Петрограду налічував близько 60 тис.. Всі полки старої гвардії були відправлені на фронт на самому початку війни, і в 1917 році гарнізон Петрограду складався із запасних, покликаних під час війни. Частини гарнізону не бажали вирушати на фронт і знаходилися під великим впливом більшовиків. Саме гарнізон зіграв велику роль в лютневій революції і він же захистив Петроград від військ Корнілова в серпні 1917. Було очевидно, що доля перевороту також повністю залежатиме від поведінки гарнізону. В жовтні 1917 уряд вирішив відправити гарнізон на фронт і замінити його надійними частинами. Ці плани викликали хвилювання в гарнізоні. Рада Петрограду також побоювалася відправлення гарнізону на фронт і для протидії цим планам створила структуру, пізніше названу Військово-революційним комітетом (ВРК). Розвиток протистояння Ради і уряду і привів до падіння Тимчасового уряду в кінці жовтня.

#### Хронологія перевороту

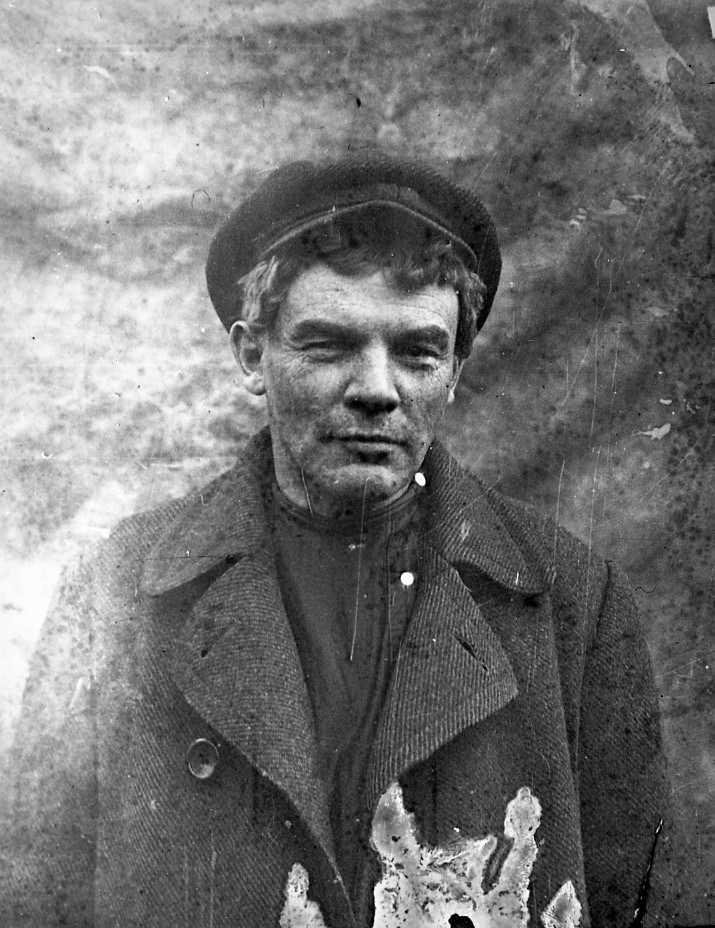
Ленін у гримі робітника, листопад 1917

- 16 жовтня за пропозицією Троцького був створений Військово-революційний комітет Петроградської Ради (ВРК).
- 21 жовтня на мітингу в Смольному[4] була прийнята резолюція про підтримку ВРК гарнізоном, після чого ВРК зажадав від командування військовим округом Петрограду підкорятися його наказам. У відповідь Тимчасовий уряд зажадав, щоб ВРК розпустився, обіцяючи у такому разі відмовитися від переслідувань.
- Відбувається історичне закрите засідання вождів більшовиків, на яке Ленін прибуває таємно в гримі робітника. За пропозицією Леніна було вирішено виступити точно в день відкриття II з'їзду Рад — 25 жовтня, щоб поставити з'їзд перед фактом, що відбувся, не розкриваючи при цьому своїх планів заздалегідь.
- 24 жовтня (у ніч на 25-е) загони матросів, прибулі з Кронштадта за наказом ВРК, займають телефонну станцію, телеграф і Державний банк[5]. Війська гарнізону залишилися в казармах. Незначний опір чинили лише загони юнкерів.
- 25 жовтня (у ніч на 26-е) озброєні загони ВРК, не зустрічаючи опору охорони, пройшли в Зимовий палац і заарештували членів Тимчасового уряду[6]. Керенський утік до Гатчини за допомогою своїх прибічників.

### Москва

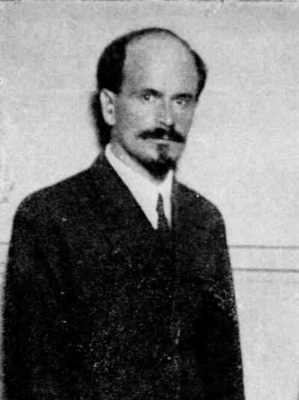
Московський міський Голова В. В. Руднєв

З липня 1917 посаду московського міського голови займав есер В. В. Руднєв. Отримавши звістку про озброєне повстання в Петрограді, Руднєв скликав екстрене засідання міської Думи, де заявив, що Дума — єдина законна влада в Москві, і не стане підкорятися Радам. Для боротьби з більшовиками був створений Комітет суспільної безпеки на чолі з Руднєвим.
З 28 жовтня по 2 листопада в Москві йшли запеклі вуличні бої між Військово-революційним комітетом більшовиків і Комітетом Суспільної Безпеки міської Думи. На боці Комітету Безпеки виступили, в основному, юнкери військових училищ та офіцери, на боці більшовиків — частини московського гарнізону, загони озброєних робітників і прибулий з Петрограду загін матросів. 2 листопада було поміщено перемир'я — білі здалися. Комітет Суспільної Безпеки з договору скасовувався, Біла Гвардія роззброювалася і розпускалася, полонені з обох боків відпускалися, всяка стрілянина припинялася. Потім обидві сторони ховали своїх загиблих.
У поразці білих значну роль зіграла перевага червоних в артилерії. У тому числі, з Воробйових гір по Кремлю, де займав оборону загін юнкерів і офіцерів, вели вогонь гармати 7-го Українського важкого артилерійського дивізіону
Тимчасовий уряд припинив своє існування 7 листопада 1917 після захоплення повсталими Зимового палацу під час Жовтневого перевороту, очолюваного більшовиками. II Всеросійський з'їзд Рад проголосив радянську владу. З'їзд прийняв Декрет про мир, Декрет про землю, Декларацію прав народів Росії, Декрет про скасування смертної кари.

### Наслідки для України
На відміну від Петрограду та Москви, в Києві за владу конкурували не дві, а три політичні сили: Тимчасовий уряд в особі Виконавчого комітету міської Думи, більшовики і Центральна Рада. Тимчасовий уряд, серед всіх військ київського гарнізону міг розраховувати лише на юнкерів військових училищ і деякі окремі частини, більшовиків підтримували військові частини, що розміщувалися в заводі «Арсенал». Ці сили були приблизно рівні, тому результат подій визначили частини, що знаходилися під контролем Центральної Ради, та в яких переважали українці.
Окрім незначних епізодів, озброєних зіткнень не було — сторони обмежилися з'ясуванням своїх сил. Оцінивши ситуацію, Центральна Рада направила вірні частини проти сил Тимчасового уряду. Після цього війська вірні Тимчасовому уряду капітулювали. В результаті влада в Києві перейшла до Центральної Ради.
Аналізуючи політику більшовиків в період жовтневого перевороту, газета «Нова Рада» у статті «Хто з ними» від 10 листопада 1917 року писала: «Вони й зараз поводяться на Україні як господарі й завойовники-переможці: де хочуть трусять, кого хочуть арештовують, мають своє військо. Поводяться так, ніби іншої влади в Києві і інших містах немає, утворили свої органи влади, не сваряться з нашою владою і не миряться, не повстають проти української влади, але нахваляються». Далі автор статті попереджає: «А що гірше всього, що можуть завтра заревти гармати по вулицях Києва і що тоді буде з серцем України — страшно подумати».
9 листопада Рада опублікувала 3-й Універсал, що підводив підсумок подіям: Україна проголошувалася «Українською Народною Республікою» із збереженням федерального зв'язку з Росією. Крім того до Універсалу були включені декларативні заяви про майбутні соціальні реформи: відміну права власності на землю і введення 8-годинного робочого дня.
4(13) грудня 1917 року Володимир Ленін як голова Совнаркому Радянської Росії оголосив Маніфест, у якому між іншим ішлося, що Совнарком РФ «визнає Народну Українську Республіку, її право зовсім відокремитись від Росії або вступити в договір з Російською Республікою. Усе, що стосується національних прав та національної незалежності українського народу, — писалося в Маніфесті, — визнається нами, Радою Народних Комісарів, зараз же, без обмежень і безумовно».
У грудні 1917 року в Києві відбувся Всеукраїнський з'їзд Рад, який пройшов з ініціативи комуністів, На з'їзд прибуло понад дві з половиною тисячі делегатів. Коли виявилося, що комуністи становлять усього близько 4 відсотків делегатів, тож на успіх розраховувати вони не можуть, близько 70 комуністів покинули з'їзд у Києві й перебралися до Харкова, де під охороною московських загонів «робочих і крестіян» та «Союза спасєнія отєчєства» провели власний з'їзд Рад. На цьому з'їзді, де було лише четверо українців, було прийнято резолюцію, яка, зокрема, містила такі пункти:
- про входження до складу РФССР Донецько-Криворізького басейну і про виключення його зі складу України;
- про негайне поширення на території України (УНР) усіх декретів і розпоряджень робітничо-селянського уряду федерації;
- про те, що «Україна повинна становити федеративну частину Російської республіки»[13].

Такі «постанови» та «рішення» дали підстави Леніну втручатися у внутрішні справи України — УНР. Уже в грудні 1917 року рішенням Совнаркому Росії до Харкова вислано з Росії військові загони Червоної гвардії в розпорядження так званого «штабу боротьби з контрреволюцією на Півдні Росії». Цей орган очолював комісар Володимир Антонов-Овсієнко.
Рада Народних Комісарів, на відміну від Тимчасового уряду, не визнала ні влади Центральної Ради, ні відділення України, перервала переговори з Радою й оголосила їй війну. Провідний керівник більшовиків Л. Д. Троцький так пояснив ці дії:

| На питанні про Раду слід зупинитися. Якщо воля українського народу така, що він хоче жити незалежною республікою, ми цю волю всіляко підтримаємо. Оскільки йде питання про самостійність, для нас це питання лише братського розмежування і добросусідської співпраці. Але Рада проводить політику буржуазії і йде проти Рад. На цій дорозі вона зустріла згоду Каледіна. Не зважаючи на заборону Ставки, Рада завантажила дві козацькі дивізії і повернула їх Каледіну. А коли знадобилося направити наші війська проти південного заколоту, Рада заявила, що не пропустить їх через свою територію. Вона дозволила собі роззброїти нашу частину на своїй території. Це поведінка Ради абсолютно недопустима. Рада допомагає кадетам, які збираються під її послужливим захистом в Києві. Так міняється позиція. Коли Терещенко і Церетелі зробили поступки, кадети встали на диби і заявляли про свій вихід з кабінету, а тепер обидва оплоти буржуазії дружно обнялися. Ми ні хвилини не вагалися в наших діях проти цього союзу. [] Ми оголосили революцію в небезпеці, двинули на них революційних червоноармійців і матросів, і щасливі для нас наслідки вже в наявності. Оригінальний текст (рос.) На вопросе о Раде следует остановиться. Если воля украинского народа такова, что он хочет жить независимой республикой, мы эту волю всемерно поддержим. Поскольку идет вопрос о самостоятельности, для нас это вопрос только братского размежевания и добрососедского сотрудничества. Но Рада проводит политику буржуазии и идет против Советов. На этом пути она встретила согласие Каледина. Несмотря на запрещение Ставки, Рада погрузила две казацкие дивизии и вернула их Каледину. А когда понадобилось направить наши войска против южного мятежа, Рада заявила, что не пропустит их через свою территорию. Она позволила себе разоружить нашу часть на своей территории. Это поведение Рады совершенно недопустимо. Рада помогает кадетам, которые собираются под ее услужливой защитой в Киеве. Так меняется позиция. Когда Терещенко и Церетели сделали уступки, кадеты встали на дыбы и заявляли о своем выходе из кабинета, а теперь оба оплота буржуазии дружно обнялись. Мы ни минуты не колебались в наших действиях против этого союза. [] Мы объявили революцию в опасности, двинули на них революционных красноармейцев и матросов, и счастливые для нас последствия уже налицо. |

## Розгін Установчих зборів
Незважаючи на жовтневий переворот, у результаті якого владу захопили більшовики, від проведення виборів до Всеросійських Установчих Зборів, як це і було заплановано Тимчасовим урядом, не відмовилися.
З ідеєю Установчих зборів Тимчасовий уряд пов'язував сподівання на стабілізацію — в своїх інтересах — політичної обстановки, зміцнення своєї влади. Водночас, вказуючи на перспективу Установчих зборів, уряд О. Ф. Керенського всіляко зволікав з відповіддю про автономію України.
Для більшовиків це була спроба легалізувати свою владу проведенням Всеросійських установчих зборів. Однак, при виборах вони не отримали більшості. По Росії більшовики отримують 22 % голосів, в Україні — 10,5 %.
О 10 годині 5 січня 1918 року розпочинають роботу Установчі Збори. Першим питанням, на якому почався конфлікт було питання про те, хто ж відкриє збори? Однак незважаючи на конфліктність, роботу збори все-таки розпочали. Більшовики, які були в меншості, запропонували прийняти програмний документ «Декларація прав трудящих і експлуатованих». Отримавши відмову вони покидають залу засідань, давши вказівку охороні випускати усіх охочих, але назад вже нікого не пускати. Збори пропрацювали до самого ранку наступного дня, коли начальник охорони Железняков попросив: «Господа, расходитесь! Караул устал!». Цього ж дня, вже 6 січня 1918 року, більшовицький уряд оголосив про розпуск антинародних Всеросійських установчих зборів, які, по-суті, проіснували лише добу. До розпуску Зборів Росія ще мала альтернативу свого розвитку: або Ради, або нова Конституція, після ж розпуску вона зникає.

## Початок громадянської війни

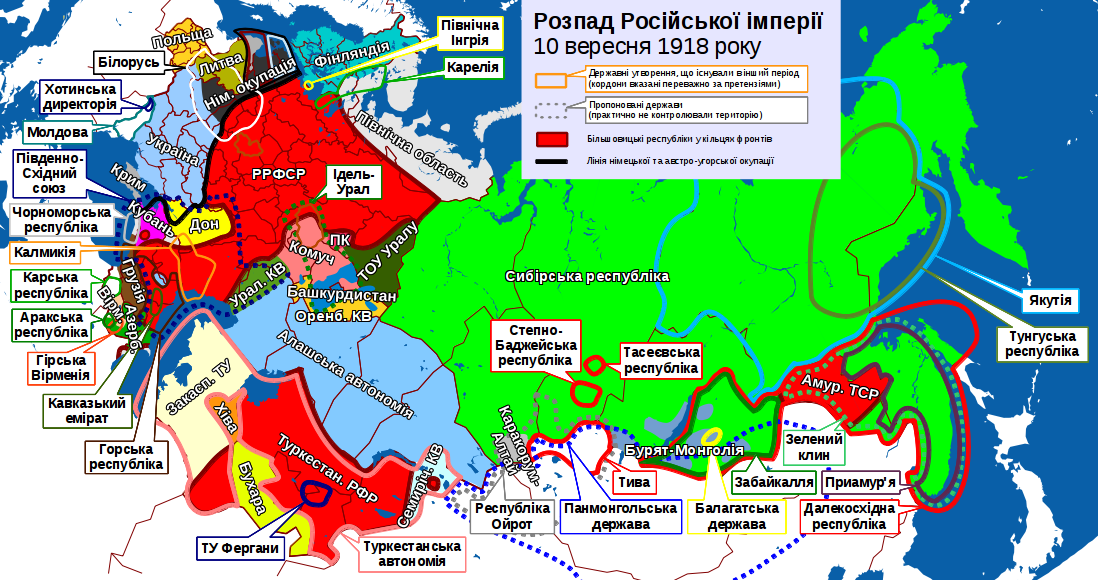
Ситуація в колишній Російської імперії у вересні 1918 року

Громадянська війна в Росії розпочалася майже одразу ж після Жовтневого перевороту походом Керенського-Краснова на Петроград і повстанням юнкерів. Вона продовжувалася до 1921, а подекуди до 1923 року, і завершилася консолідацією влади більшовиків майже на всій території колишньої Російської імперії, окрім Фінляндії, балтійських держав та Польщі, яким вдалося відстояти свою незалежність.

## Значення
Російська революція 1917 року значним чином визначила хід історії XX століття. Внаслідок революції утворився Союз Радянських Соціалістичних Республік — держава з тоталітарним режимом, що проголошувала своєю метою побудову комунізму. Виникло протистояння між капіталістичним та соціалістичним світом, яке продовжувалося більшу частину століття у вигляді ідеологічної, економічної та подекуди збройної боротьби.

## Учасники
- Фанні Каплан Юхимівна (Фейга Хаїмівна Ройтблат, народилася 10 лютого 1890, село Новичі, Заславський повіт, Волинська губернія — розстріляна 3 вересня 1918, Москва.) — учасниця російської революції (1917), член партії лівих соціалістів-революціонерів. В офіційній радянській історіографії відома як виконавець замаху на життя Леніна Володимира Ілліча.